# Nyctiophylax serpentinus
Nyctiophylax serpentinus is een fossiele soort schietmot uit de familie Polycentropodidae.